# ترافيس وارد (لاعب كرة قدم)
ترافيس وارد (بالإنجليزية: Travis Ward)‏ هو لاعب كرة قدم أمريكي في مركز الهجوم، ولد في 9 مايو 1996 في نيو إيجبت في الولايات المتحدة. لعب مع غرينفيل ترمف.

## وصلات خارجية
- ترافيس وارد (لاعب كرة قدم) على موقع قاعدة بيانات كرة القدم.إي يو (الإنجليزية)
- ترافيس وارد (لاعب كرة قدم) على موقع Soccerway.com (الإنجليزية)